# Volta a Suïssa 1952
La Volta a Suïssa 1952 fou la 16a edició de la Volta a Suïssa. Aquesta edició es disputà del 14 al 21 de juny de 1952, amb un recorregut de 1.608 km distribuïts en 8 etapes. L'inici i final de la cursa fou a Zúric.
El vencedor final fou l'italià Pasquale Fornara, que basà la seva victòria final en la contrarellotge individual, on aconseguí més de tres minuts sobre el segon classificat. A banda d'aquesta victòria d'etapa n'aconseguí una altra. El suís Ferdi Kübler, vencedor el 1951 acabà en segona posició, alhora que guanyava una etapa i la classificació de la muntanya. El també suís Carlo Clerici acabà en tercera posició.

## Etapes
| Etapa | Data       | Recorregut            | Km  | Vencedor d'etapa         | Líder de la general    |
| ----- | ---------- | --------------------- | --- | ------------------------ | ---------------------- |
| 1ª    | 14 de juny | Zúric - Basilea       | 249 | Désiré Keteleer (BEL)    | Désiré Keteleer (BEL)  |
| 2ª    | 15 de juny | Basilea - Le Locle    | 220 | Fritz Schär (SUI)        | Désiré Keteleer (BEL)  |
| 3ª    | 16 de juny | Le Locle - Adelboden  | 204 | Walter Diggelmann (SUI)  | Désiré Keteleer (BEL)  |
| 4ª    | 17 de juny | Adelboden - Monthey   | 235 | Jean Goldschmit (LUX)    | Jean Goldschmit (LUX)  |
| 5ª    | 18 de juny | Monthey - Crans (CRI) | 81  | Pasquale Fornara (ITA)   | Pasquale Fornara (ITA) |
| 6ª    | 19 de juny | Crans - Locarno       | 201 | Ferdi Kübler (SUI)       | Pasquale Fornara (ITA) |
| 7ª    | 20 de juny | Locarno - Arosa       | 177 | Pasquale Fornara (ITA)   | Pasquale Fornara (ITA) |
| 8ª    | 21 de juny | Arosa - Zúric         | 241 | Emilio Croci-Torti (SUI) | Pasquale Fornara (ITA) |

## Classificació final
|    | Ciclista               | Equip     | Temps       |
| -- | ---------------------- | --------- | ----------- |
| 1  | Pasquale Fornara (ITA) | Itàlia    | 46h 13' 25" |
| 2  | Ferdi Kübler (SUI)     | Suïssa    | + 4' 57"    |
| 3  | Carlo Clerici (SUI)    | Suïssa    | + 6' 56"    |
| 4  | Joseph Cerami (BEL)    | Bèlgica   | + 12' 49"   |
| 5  | Pietro Giudici (ITA)   | Itàlia    | + 15' 49"   |
| 6  | Jean Goldschmit (LUX)  | Luxemburg | + 19' 14"   |
| 7  | Fritz Schär (SUI)      | Suïssa    | + 20' 26"   |
| 8  | Marcel de Mulder (BEL) | Bèlgica   | + 20' 27"   |
| 9  | André Brulé (FRA)      | França    | + 21' 16"   |
| 10 | Ugo Fondelli (ITA)     | Itàlia    | + 22' 00"   |